# Jim Fotheringham
James Gibb Fotheringham, detto Jim (Hamilton, 19 dicembre 1933 – Corby, 16 settembre 1977), è stato un calciatore scozzese, di ruolo difensore.

## Carriera
Prodotto del vivaio dell'Arsenal, viene convocato per la prima volta in prima squadra all'età di diciotto anni. All'inizio della stagione 1954-1955 diviene titolare, superando nelle gerarchie del club William Dodgin Jr.. Poco dopo, però, perde il posto e viene ceduto all'Hearts per un totale di 10 000 sterline. Lo stesso anno, dopo non essere mai sceso in campo, si trasferisce al Northampton Town. Tuttavia, a causa di un grave infortunio, si vede costretto a lasciare il calcio giocato dopo appena un anno trascorso al club.